# Cerqueux

Cerqueux este o comună în departamentul Calvados, Franța. În 1 ianuarie 2018 avea o populație de 82 de locuitori.